# Sly Cooper (serie)
Sly Cooper es una serie de videojuegos de acción y aventuras y sigilo creada por Sucker Punch Productions y propiedad de Sony Interactive Entertainment. La serie sigue las aventuras de Sly Cooper, un mapache antropomórfico y experto ladrón, junto con sus dos cómplices, Bentley la tortuga y Murray el hipopótamo, quienes son perseguidos por la inspectora Carmelita Fox, su interés amoroso. Sanzaru Games desarrolló el cuarto juego y remasterizó la trilogía original para PlayStation 3 y PlayStation Vita en una compilación titulada The Sly Collection.
El propio Sly Cooper se ha convertido en uno de los personajes más populares de los videojuegos de PlayStation y ha aparecido en otros juegos de Sony como los crossovers de PlayStation Move Heroes y PlayStation All-Stars Battle Royale. La serie ha generado dos cómics y el juego derivado de 2013 Bentley's Hackpack. También se han desarrollado una película animada y una serie de televisión basada en la serie, pero ninguna se ha estrenado.

## Argumento
Sly Cooper es un mapache y último descendiente de una familia de maestros del robo que roban "con honor", es decir, únicamente roban a aquellos que consiguen dinero y beneficios de actividades ilegales como la falsificación. Tras asaltar su casa la Banda de los Cinco Malvados y quedar huérfano, Sly va a parar a un orfanato donde conoce a los que serán sus dos mejores amigos y socios de su banda para siempre, Murray y Bentley.
Sly y su banda realizan diversos golpes alrededor del mundo, siempre perseguidos por la Inspectora Carmelita Fox de la Interpol, por la cual Sly siente una gran atracción (y por lo visto el sentimiento es mutuo), aunque la situación de ladrón y policía les impide a alguno de los dos mostrar sus verdaderas intenciones con respecto al otro.
A lo largo de los juegos, Sly y los suyos se marcan una serie de objetivos al toparse con villanos que interfieren en sus planes, de los cuales tienen que desbaratar sus planes para hacer justicia desde las sombras, salvando siempre al mundo de los malvados planes de algún falsificador, una organización explotadora de la naturaleza o parecidos.

## Serie principal

### Videojuegos paraPlayStation 2
En total se ha publicado tres videojuegos para PlayStation 2, todos ellos desarrollados por Sucker Punch Productions y lanzados en un periodo de cuatro años (2002-2005). Al tratarse de los primeros videojuegos de la serie, habiendo sido creados por la compañía inicial, y la ausencia de nuevos títulos en la saga hasta siete años, se los conoce popularmente como la trilogía original, la cual parecía acabar con el último juego lanzado, Sly 3: Honor Entre Ladrones. El lanzamiento de la secuela posterior, exclusiva para más avanzadas videoconsolas y el desuso de la PlayStation 2 hacen evidente que no será lanzado ningún videojuego más de esta saga en dicha plataforma.
Los tres juegos se distibuyeron en ediciones básicas de un disco DVD-Rom y usan diferentes versiones del motor Kinetica.

#### Sly Raccoon(2002)
Fue el primer videojuego de la saga, desarrollado por Sucker Punch Productions; lanzado en septiembre del 2002 en Norteamérica y en Europa en 2003. Marca el inicio de la historia. Sly y su banda han de encontrar a los Cinco Malvados, una banda responsable de la muerte de los padres de Sly y del robo de su herencia familiar, el Ladronius Mapáchibus.
El juego concluye una vez Sly ha vencido a los Cinco Malvados y ha recuperado su libro familiar.

#### Sly 2: Ladrones de Guante Blanco(2004)
Pasados dos años de los acontecimientos del primer videojuego, Sly y su pandilla planean dar el golpe en un museo del Cairo para robar las piezas del fallecido Clockwerk y evitar que éstas caigan en las manos equivocodas. Pero al llegar, se dan cuenta de que las piezas han sido robadas por la Banda Klaww, en la cual cada uno de sus miembros planea darle a la porción de piezas que tiene una misión para que sus actividades resulten más lucrativas. Sly y los suyos han de robar las piezas de todos para destruirlas y evitar que Clockwerk vuelva a la vida.
Al terminar el juego, Sly ha desbaratado los planes de la Banda de Klaww, Clockwerk es destruido para siempre, Bentley queda discapacitado en una silla de ruedas y Murray abandona la banda, pues se siente culpable de lo sucedido a su compañero tortuga.

#### Sly 3: Honor Entre Ladrones(2005)
Sly recibe el soplo de un viejo socio de su padre de que existe una cámara en la cual la familia Cooper guardó todos los botines que arrebató en vida. Sly busca la cámara, pero al llegar a la isla en la que está ubicada se encuentra con que un sospechoso individuo, el Doctor M ha construido una fortaleza allí y trata de forzar la entrada a la cámara, sin éxito.
Entrar en la cámara no es tan sencillo como se preveía, así que Sly se ve obligado a ampliar su banda, a fin de conseguir el suficiente apoyo para entrar en su cámara. El juego finaliza cuando una vez dentro de la cámara vence al Doctor M, finge amnesia y la Inspectora Carmelita Fox le "hace creer" que es su compañero policial. Sly les deja a sus amigos el botín de la cámara y huye con Carmelita. Los diferentes miembros de la Banda siguen su camino y Bentley crea una máquina del tiempo.

### Videojuegos dePlayStation 3yPlayStation Vita
Hasta la fecha sólo existe un título disponible para ambas plataformas, desarrollado por Sanzaru Games por encargo de Sony Computer Entertainment tras el rehúso de la desarrolladora inicial de crear más videojuegos y dedicarse a la saga Infamous. Presenta importantes cambios en la caracterización de los personajes y la presentación de los escenarios.

#### Sly Cooper: Ladrones en el Tiempo(2013)
Sly y sus amigos han de viajar al pasado con la máquina del tiempo de Bentley para detener a aquel que está destruyendo el Latronius Mapáchibus desde la historia. Tras derrotar a LeParadox y ayudar a restablecer la historia de los miembros de la familia Cooper, Sly desaparece misteriosamente del dirigible de LeParadox. El juego concluye con Bentley, Murray y Carmelita tratando de continuar con sus vidas, pero aferrándose a la esperanza de que Sly esté bien. Un final adicional desbloqueable desvela que Sly se encuentra en el Antiguo Egipto, dando pie a una posible secuela. Este ha sido el primer videojuego de Sly Cooper desarrollado específicamente para plataformas en alta definición.

## La recopilación
Los primeros tres videojuegos fueron reeditados, remasterizados y relanzados por Sanzaru Games bajo el título de The Sly Trilogy para PlayStation 3; pudiendo comprarse los tres en formato Blu-Ray o independientemente en la PlayStation Store.

## Personajes principales
- Sly Cooper
- Carmelita Fox
- Bentley
- Murray
- Clockwerk
- Banda de Cooper

## Ventas
- Sly Raccoon: Aproximadamente 432,000 copias en EE. UU.; aproximadamente 296,000 copias en regiones PAL; y aproximadamente 254,000 en Japón. Total: aproximadamente 982,000 copias vendidas.
- Sly 2: Ladrones de Guante Blanco: Aproximadamente 516,000 copias en EE. UU.; aproximadamente 496,000 copias en regiones PAL; y aproximadamente 196,000 en Japón. Total: aproximadamente 1,208,000 copias vendidas.
- Sly 3: Honor entre ladrones: Aproximadamente 401,000 copias en EE. UU.; aproximadamente 256,000 copias en regiones PAL; y aproximadamente 57,000 en Japón. Total: aproximadamente 764,000 copias vendidas.